# Unterseeboot UB-67
Pour les autres navires du même nom, voir Unterseeboot 67.
L'Unterseeboot UB-67 est un sous-marin (U-Boot) allemand de type UB III utilisé par la Kaiserliche Marine pendant la Première Guerre mondiale. Il est mis en service dans la marine impériale allemande le 23 août 1917. 
L'UB-67 a servi en mer Méditerranée en tant que bateau d’entraînement avant de se rendre aux Britanniques le 24 novembre 1918. Il a été démantelé à Swansea en 1922.

## Conception
Comme tous les sous-marins de type UB III, l'UB-67 avait un déplacement de 513 tonnes en surface et de 647 tonnes en immersion. Ses moteurs lui permettaient de naviguer à 13,2 nœuds (24,4 km/h) en surface et à 7,6 nœuds (14,1 km/h) en immersion. Il avait une autonomie de 9090 milles marins (16830 km) à sa vitesse de croisière. L'UB-67 transportait 10 torpilles et était armé d’un canon de pont de 8,8 cm. L'UB-67 avait un équipage pouvant compter jusqu’à 3 officiers et 31 hommes. 

## Carrière
L'UB-67 a été construit par Friedrich Krupp Germaniawerft à Kiel. Après un peu moins d’un an de construction, il a été lancé à Kiel le 16 juin 1917. Il a été mis en service plus tard la même année, sous le commandement de l'Oberleutnant zur See Albrecht von Dewitz.

## Affectations
- V Flottille : du 24 octobre 1917 au 1er avril 1918
- Flottille d’entraînement : du 1er avril au 21 octobre 1918
- Flottille I : du 21 octobre au 11 novembre 1918

## Commandants
- Oberleutnant zur See Albrecht von Dewitz[4] : du 23 août 1917 au 30 novembre 1917
- Kapitänleutnant Gerhard Schulz[5] : du 1er décembre 1917 au 20 octobre 1918
- Oblt.z.S. Hellmuth von Doemming[6] : du 21 octobre au 11 novembre 1918

## Navires coulés
| Date             | Nom         | Nationalité    | Tonnage | Destin. |
| ---------------- | ----------- | -------------- | ------- | ------- |
| 4 février 1918   | RMS Aurania | United Kingdom | 13936   | Coulé   |
| 10 novembre 1918 | HMS Ascot   | Royal Navy     | 810     | Coulé   |